# Daniel Defert
Daniel Defert (10 de setembro de 1937 — 7 de fevereiro de 2023) foi um ativista francês anti-AIDS e presidente fundador (1984-1991) da primeira associação francesa contra a AIDS, chamada AIDES. Ele fundou a associação após a morte de seu companheiro, o filósofo francês Michel Foucault.
Professor de sociologia, Daniel Defert foi assistente (1969-1970), mestre assistente (1971-1985) e, depois, mestre de conferências (desde 1985) no Centro Universitário de Vincennes (atualmente Universidade de Paris VIII - Vincennes). Defert foi membro do comitê científico para ciências humanas na Conferência Internacional sobre a AIDS entre 1986 e 1994; membro da Comissão Mundial para a AIDS da OMS entre 1988 e 1993; membro do Comitê Nacional para a AIDS entre 1989 e 1998; e membro do Global AIDS Policy Coalition da Universidade de Harvard entre 1994 e 1997. Desde 1998, foi membro do Haut Comité de la Santé Publique na França.
Daniel Defert foi autor de inúmeros artigos nos campos da etnoiconografia e da saúde pública. Ele foi condecorado com o título de Chevalier de la Légion d’Honneur e recebeu o prêmio Alexander Onassis em 1998 pela criação da AIDES.

## Vida com Foucault
Defert conheceu Foucault quando ele era aluno de Filosofia na Universidade de Clermont-Ferrand e o relacionamentos durou de 1963 até a morte de Foucault, em 1984. Eles descreviam seu relacionamento como um "estado de paixão". Foi a morte de Foucault provocada pela AIDS, uma doença sobre a qual pouco se sabia à época, que levou Defert a se tornar um ativista. Ele também co-editou em parceria com François Ewald o quarto volume de Ditos e Escritos, uma coleção póstuma do pensamento de Foucault.